# Сан Феличе I (Салерно)
Сан Феличе I је насеље у Италији у округу Салерно, региону Кампанија.
Према процени из 2011. у насељу је живело 45 становника. Насеље се налази на надморској висини од 277 м.